# Oganj (opera)
Oganj (njem. Der Eisenhammer) je opera u tri čina hrvatskog skladatelja Blagoje Berse. 
Skladana je na libreto Alfreda Marie Willnera na njemačkom jeziku. 
Praizvedba opere bila je 1911. godine u Zagrebu.